# Biederbach
Biederbach település Németországban, azon belül Baden-Württembergben. Lakosainak száma 1721 fő (2023. december 31.).

## Népesség
A település népessége az elmúlt években az alábbi módon változott:
| Lakosok száma | 1488 | 1720 | 1754 | 1782 | 1696 | 1697 | 1721 |
|               | 1975 | 2014 | 2017 | 2019 | 2021 | 2022 | 2023 |